# 극락조자리 감마
극락조자리 감마(γ Aps, γ Apodis)는 남반구 하늘의 극락조자리에 보이는 항성이다. 시차 자료에 따르면 이 별과 우리 사이 거리는 약 156광년이다. 겉보기 등급은 +3.86으로 맨눈으로 볼 수 있다. 분광형은 G9 III로 거성에 속하며 항성진화의 후반 단계에 접어든 상태이다. 감마별은 활동적인 엑스선원으로 그 밝기는 1.607 × 1030 erg s–1로 태양으로부터 50파섹 내 있는 100개의 강력한 엑스선원 중 하나이다.

## 이름
극락조자리를 중국어로 옮기면 ‘이작’(異雀, Yì Què)으로 ‘이국적인 새’라는 뜻이다. 이 이작에 속한 별들로 극락조자리 감마, 제타, 요타, 베타, 팔분의자리 델타, 델타1, 에타, 알파, 엡실론이 있다. 감마별 자체를 부르는 명칭은 ‘이작사’(異雀四, Yì Què sì)로 ‘이작 별자리의 네 번째 별’이라는 뜻이다.